# Marie-Thérèse de Habsbourg-Toscane (1801-1855)
 (mai 2019).
Si vous disposez d'ouvrages ou d'articles de référence ou si vous connaissez des sites web de qualité traitant du thème abordé ici, merci de compléter l'article en donnant les références utiles à sa vérifiabilité et en les liant à la section « Notes et références ».
Titre
Reine de Sardaigne
27 avril 1831 – 23 mars 1849
(17 ans, 10 mois et 24 jours)
Marie Thérèse de Habsbourg-Toscane (Marie-Thérèse de Toscane ou d'Autriche-Toscane) est née le 21 mars 1801 à Vienne (Autriche) et morte le 12 janvier 1855 à Turin (royaume de Sardaigne).

## Biographie

### Enfance
Maria Theresa Francisca Josepha Johanna Bénédicte (en allemand) naît à Vienne, en Autriche sous le règne de son cousin l’empereur François Ier d’Autriche. Marie-Thérèse est la fille de Ferdinand III de Toscane, grand-duc de Toscane (1769 - 1824) et de Louise de Bourbon-Siciles (1773 - 1802). Membre de la branche de Toscane de l’illustre maison de Habsbourg. Elle est par conséquent archiduchesse d’Autriche, princesse de Bohème, de Hongrie et de Toscane.

### Mariage et descendance

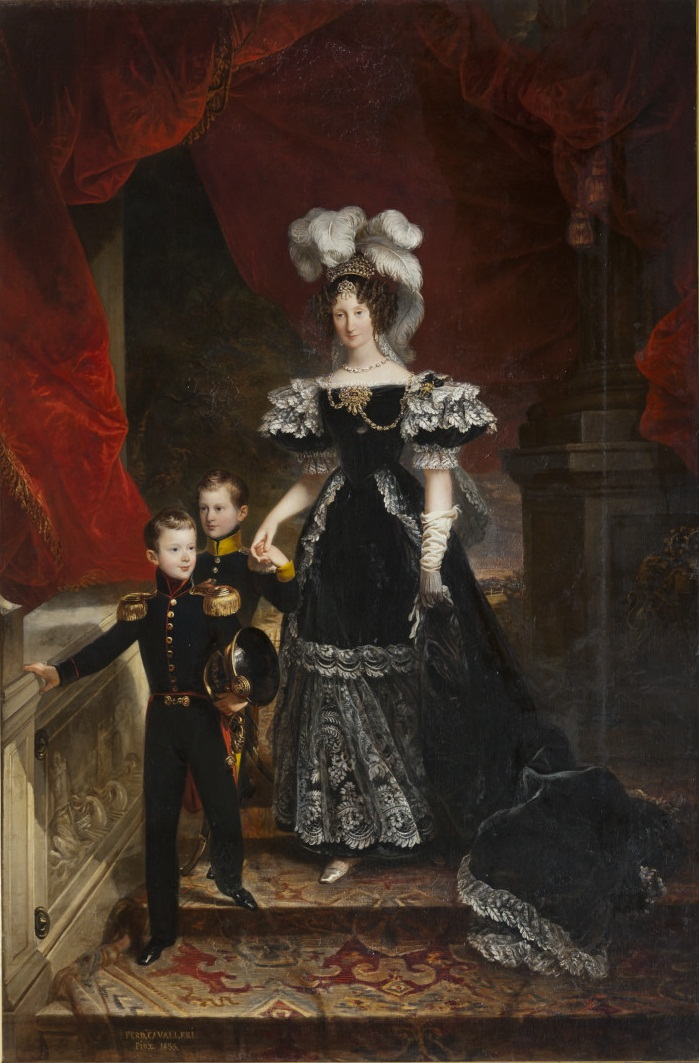
La reine Marie-Thérèse de Sardaigne avec ses deux fils, par Ferdinando Cavalleri (1832)

Elle épouse le 30 septembre 1817 à Florence (Toscane), Charles-Albert de Sardaigne (1798 - 1849), roi de Sardaigne, fils de Charles-Emmanuel de Savoie-Carignan (1770 - 1800) et de Marie-Christine de Saxe (1779 - 1851).
De cette union naîtront :
- Victor-Emmanuel II, roi d'Italie 1820 - 1878 épouse en 1842 Adélaïde de Habsbourg-Lorraine (1822-1855) d'où postérité ;
- Ferdinand (1822-1855), duc de Gênes, épouse en 1850 Élisabeth de Saxe (1830-1912) d'où postérité ;
- Marie-Christine (1826-1827).

### Reine de Sardaigne
Marie-Thérèse devient reine de Sardaigne en 1831 lorsque son époux succède au roi Charles-Félix (mort sans enfants).
Durant le règne de son époux, Marie-Thérèse patronne de nombreuses organisations de charité mais est cependant peu présente. Cependant elle est très affectueuse avec sa famille et surtout ses deux fils.
Catholique convaincu, Marie-Thérèse n’en est pas moins une ardente partisane de l’union de l’Italie. De ce fait, elle eut une grande influence sur l’avis de son fils qui unira les différentes principautés pour créer, en 1861, le royaume d’Italie.

### Fin de vie et mort
Après la mort de son époux en 1849 à Porto, celle qui est désormais reine mère cesse de paraître en public.
C'est elle qui introduit Cavour au gouvernement de son fils, en 1854. 
Marie-Thérèse meurt à Turin en 1855. Elle est inhumée dans la basilique de Superga.